# Henri Decoin
Henri Decoin (Párizs, 1890. március 18. – Párizs, 1969. július 4.) francia filmrendező, forgatókönyvíró, úszó.

## Életpályája
Az 1908-as nyári olimpián a férfi 400 méteres gyorsúszásban indult Franciaország színeiben. 1912-ben a nyári olimpiai játékokon vízilabdázó volt. 1918 után mint többszörösen kitüntetett pilóta szerelt le. 1923–1929 között az Auto szerkesztője volt. 1933–1964 között 50 filmet rendezett. 1935-től dolgozott önállóan.

### Munkássága

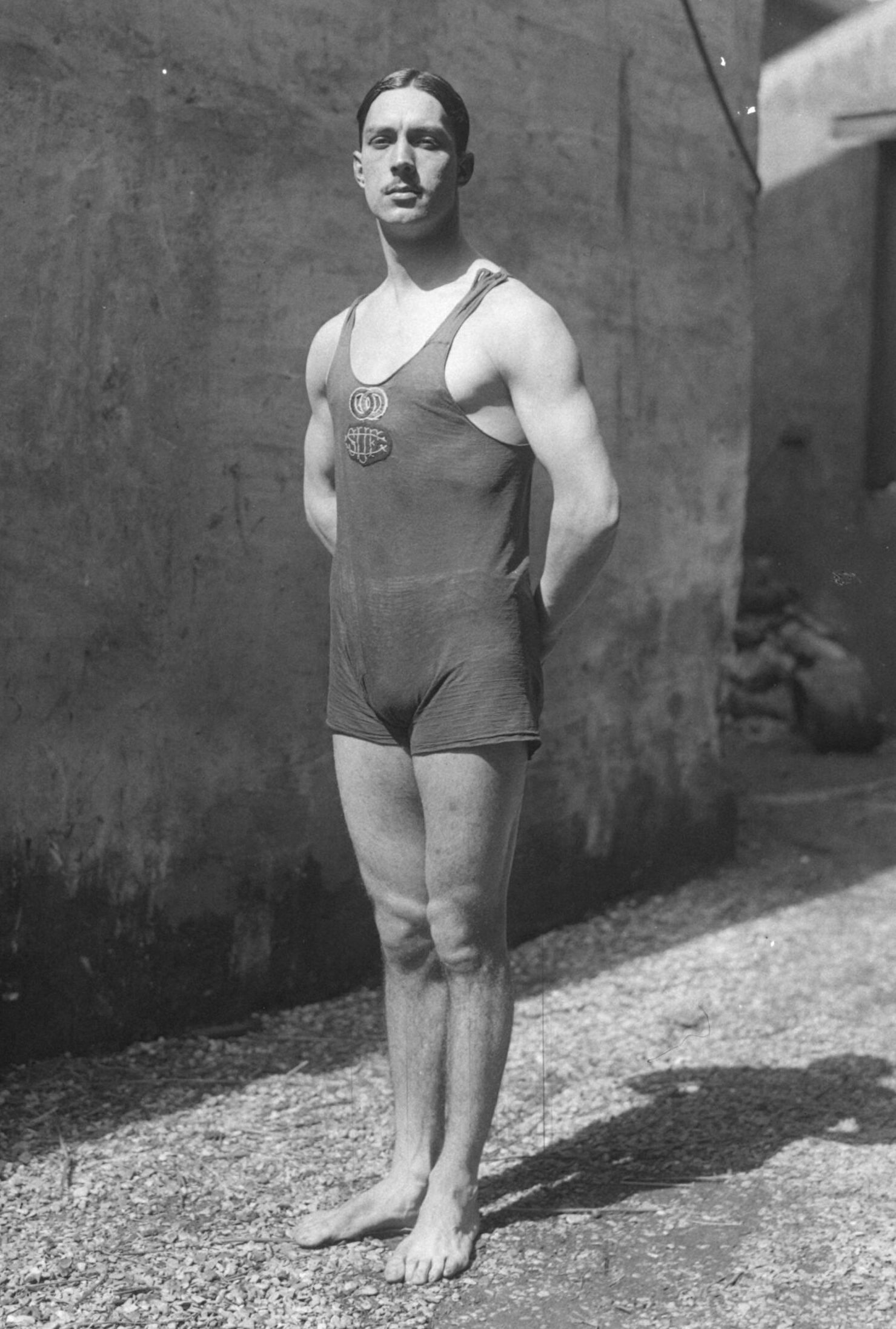
Henri Decoin úszó 1913-ban

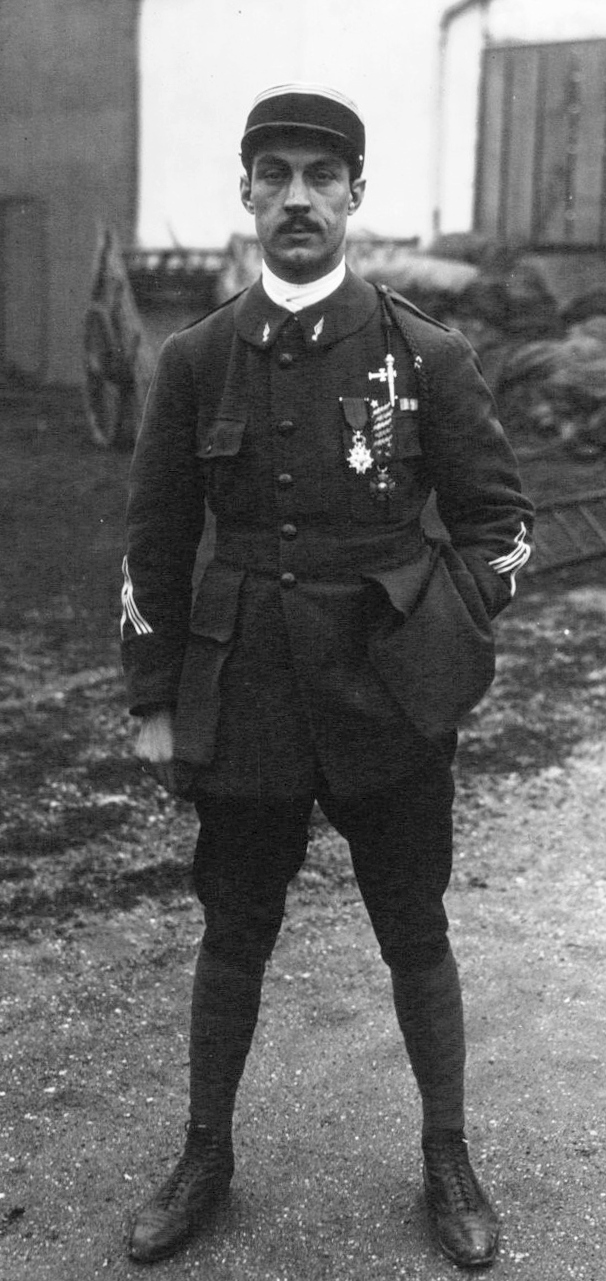
Egyenruhában 1919-ben

Neves sportember volt, pályáját mint sporttudósító újságíró kezdte. Dolgozott a Paris Soirnak is. Ismert regényíró és színpadi szerző volt. Még a néma korszakban került a filmhez forgatókönyvíróként. Munkatársa volt az olasz Carmine Gallone-nak, a magyar Farkas Miklósnak és az orosz Victor Tourjanskynak. Általában könnyű fajsúlyú vígjátékok – Danielle Darrieux korai filmjeinek – sikeres alkotója volt. Művészi becsvágya később a komoly alaphangú drámák, a lírai szinezetű szerelmi történetek felé irányította, majd a kalandos műfajban tette ismertté nevét.

## Magánélete
1915–1926 között Hélène Rayé volt a párja. 1927–1933 között Blanche Montel (1902–1998) francia színésznő volt a házastársa. 1935–1941 között Danielle Darrieux (1917-) francia színésznővel élt házasságban. 1969-ig Juliette Decoin volt a felesége.

## Filmjei

### Forgatókönyvíróként
- A pedálkirály (Le roi de la pédale) (1925; Paul Cartoux-val)
- Esi razzia (Un soir de rafle) (1931)
- Az ismeretlen énekes (Le chanteur inconnu) (1931)
- Diákszálló (Hôtel des étudiants) (1932)
- Az ég kékje (Les bleus du ciel) (1933) (filmrendező is)
- Párizs járdáin (1934) (filmrendező is)
- Camargue királya (Roi de Camargue) (1934)
- Arany az utcán (L'or dans la rue) (1935)
- Port Arthur (1936)
- Egy pesti éjszaka (1938) (filmrendező is)
- Az első randevú (1941) (filmrendező is)
- Szerelmi házasság (Mariage d'amour) (1942) (filmrendező is)
- Közveszélyes kisasszony (1942)
- A jótevő (Le bienfaiteur) (1942) (filmrendező is)
- A londoni ember (L'homme de Londres) (1943) (filmrendező is)
- Az ördög leánya (La fille du diable) (1946) (filmrendező is)
- Egy gyilkos arcképe (Portrait d'un assassin) (1949)
- Három sürgöny (Trois télégrammes) (1950) (filmrendező is)
- Clara de Montargis (1951) (filmrendező is)
- A vágy és a szerelem (Le désir et l'amour) (1951) (filmrendező és színész is)
- Toledói szerelmesek (1953) (filmrendező is)
- A nagyok hálóterme (Dortoir des grandes) (1953) (filmrendező is)
- Az ágy (1954) (filmrendező is)
- A cselszövők (Les intrigantes) (1954) (filmrendező is)
- Kábítószer razzia (1955) (filmrendező is)
- A méregügy (L'affaire des poisons) (1955) (filmrendező is)
- Folies-Bergère (1956) (filmrendező is)
- A macska (La chatte) (1958) (filmrendező is)
- Miért jössz ilyen későn? (1959) (filmrendező is)
- A macska kinyújtja karmait (1960) (filmrendező is)

### Filmrendezőként
- A zöld dominó (Le domino vert) (1935)
- Kisasszony a mostohám (Mademoiselle ma mère) (1937)
- Éjféli vendég (1942)
- Veled vagyok (Je suis avec toi) (1943)
- Sátán az emberben (1946)
- A Saint Jean-i szerelmesek (Les amants du pont Saint-Jean) (1947)
- A szerelmesek magányosak a világon (Les amoureux sont seuls au monde) (1948)
- (Au grand balcon) (1949)
- Az igazság Bébé Donge-ról (La vérité sur Bébé Donge) (1952)
- Nathalie, a titkos ügynök (Nathalie, agent secret) (1959)
- A francia nő és a szerelem (1960)
- A vasálarcos (Le masque de fer) (1962)

## Fordítás
- Ez a szócikk részben vagy egészben  a   Henri Decoin című angol Wikipédia-szócikk ezen változatának fordításán alapul.  Az eredeti cikk szerkesztőit annak laptörténete sorolja fel. Ez a jelzés csupán a megfogalmazás eredetét és a szerzői jogokat jelzi, nem szolgál a cikkben szereplő információk forrásmegjelöléseként.